# 회색배쌀쥐
회색배쌀쥐(Nephelomys moerex)는 비단털쥐과 톰스쌀쥐속에 속하는 설치류이다. 모식산지는 에콰도르 서부의 민도이고, 쌀쥐족의 3개 설치류 분류군 해리스쌀물쥐(Sigmodontomys aphrastus)와 해먼드쌀쥐(Mindomys hammondi), 알파로쌀쥐(Handleyomys alfaroi)뿐만 아니라 3종의 주머니쥐류, 물주머니쥐(Chironectes minimus)와 주머니쥐속과 쇠주머니쥐속의 미확인 종과 함께 기록되었다. 민도는 해발 1264m, 0°02'S, 78°48'W에 위치한 작은 농경지 마을이다. 원래는 토마스(Oldfield Thomas)가 톰스쌀쥐(Oryzomys albigularis)의 아종으로 기술했다. 2006년에 톰스쌀쥐와 관련된 종들을 톰스쌀쥐속(Nephelomys)으로 분류하면서 별도의 종으로 인식하기 전까지는 이 종의 이명으로 유지했다.
톰스쌀쥐속의 모식종 톰스쌀쥐와 달리, 두개골의 눈물뼈는 눈물뼈와 이마뼈에 동등하게 연결되는 게 아니라 주로 위턱뼈에 연결되어 있다. 앞니와 어금니 사이의 입천장 속 절치공과 천공은 톰스쌀쥐속의 다른 종들보다 짧고, 어금니 사이에 연장되지 않고 톰스쌀쥐속의 일부 다른 종들과 달리 정면보다 더 넓은 어금니에 가깝다. 이 구멍들은 작은황금배쌀쥐의 구멍과 모양이 유사하다. 두개골의 2개 구멍을 분리하는 두개골의 익설상골이 연장된 부분인 익설상골 지주, 볼 근육과 씹기근육 구멍이 대체로 존재하는 반면에 다른 톰스쌀쥐속 종에는 좀 더 흔하게 존재하지 않는다.